# Saint-Cyr (Manica)
Saint-Cyr è un comune francese di 206 abitanti situato nel dipartimento della Manica nella regione della Normandia.

## Società

### Evoluzione demografica
Abitanti censiti